# Quand nos aïeux brisèrent leurs entraves
Quand nos Aïeux brisèrent leurs entraves, également désigné sous le titre de Chant national puis Hymne présidentiel, est une marche qui a servi d'hymne national d'Haïti de 1893 à 1904. Remplacée par La Dessalinienne comme hymne national.
Le texte a été écrit par l'écrivain et poète haïtien Oswald Durand. La musique est composée par Occide Jeanty.

## Historique
La mélodie et l'utilisation du texte comme hymne national sont joués par les autorités haïtiennes à l'occasion de la réception officielle et protocolaire d'un navire allemand, lors de son escale à Port-au-Prince en 1893. 
En 1904, lors de la célébration du centenaire de la révolution haïtienne, La Dessalinienne de Justin Lhérisson devient officiellement l'hymne national et Quand nos Aïeux... devient alors l'hymne présidentiel. Puis, en 1937, Édouard Antonin Tardieu compose L'Hymne à la jeunesse (ou Fière Haïti) qui est chanté pour la première fois en 1938.

## Paroles duChant national
| Quand nos Aïeux brisèrent leurs entraves Ce n'était pas pour se croiser les bras Pour travailler en maîtres les esclaves Ont embrassé corps à corps le trépas. Leur sang à flots engraissa nos collines, A notre tour, jaunes et noirs, allons! Creusons le sol légué par Dessalines : Notre fortune est là dans nos vallons.              |
| Refrain: L'indépendance est éphémère Sans le droit à l'égalité! Pour fouler, heureux, cette terre Il nous faut la devise austère : Dieu! Le Travail! La Liberté! |
| De Rochambeau les cohortes altières, Quelques instants, suspendirent leur feu, Pour saluer le héros de Vertières, Capois-La-Mort, grand comme un demi-dieu Vers le progrès, crions comme ce brave: “Noirs! En avant! En avant!” Et bêchons Le sol trempé des sueurs de l’esclave! Nous avons là ce qu’ailleurs nous cherchons!             |
| Refrain: Sans quoi, tout devient éphémère; Pas d’ordre et pas d’égalité! Pour fouler, heureux, cette terre, Il nous faut la devise austère: “Dieu! Le travail! La liberté!” |
| Sang des martyrs dont la pourpre écumante A secoué nos chaînes et nos jougs! Chavanne, Ogé, sur la route infamante, Toi, vieux Toussaint, dans ton cachot de Joux O précurseurs, dont les dernières fibres Ont dû frémir, - vous les porte-flambeaux - En nous voyant maintenant fiers et libres, Conseillez-nous du fond de vos tombeaux! |
| Refrain: Votre bonheur est éphémère; Ayez droit à l’égalité! Pour fouler, heureux, cette terre, Il vous faut la devise austère: “Dieu! Le travail! La liberté!” |
| A l’œuvre donc, descendants de l’Afrique, Jaunes et noirs, fils du même berceau! L’antique Europe et la jeune Amérique Nous voient de loin tenter le rude assaut. Bêchons le sol qu’en l’an mil huit cent quatre, Nous ont conquis nos aïeux au bras fort. C’est notre tour à présent de combattre Avec ce cri: “Le progrès ou la mort!”   |
| Refrain: A l’œuvre! Ou tout est éphémère! Ayons droit à l’égalité! Nous foulerons, plus fiers, la terre, Avec cette devise austère: “Dieu! Le travail! La liberté!” |

## Traduction créole haïtien
| 1. Lè zansèt nou kase chenn yo Se te pa pou kwaze bra yo Pou yo te ka travay pou yo tankou mèt Esklav yo, nan yon batay pwennfèpa, te brave lanmò. Larivyè san yo ki te koule tounen angrè pou mòn nou yo Men kounye a, se tou pa nou, po jòn ak po nwa annavan! Ann fouye tè Desalin kite pou nou an: Richès nou, se la li ye, nan zantray tè sa a.                              |
| Koral: Lendepandans p ap fleri Si nou tout pa gen dwa ak egalite! Pou nou pile tè sa a ak kè kontan Fòk nou kenbe Deviz djanm sa a: Bondye! Travay! Libète! |
| 2. Twoup Rochambeau yo ki te plen ak fyète sispann tire pou yon ti moman Pou salye kokenn ewo sa nan Vertières: Capois-la-mort, ki kanpe tankou yon mwatye-bondye. Pou mete n sou chimen pwogrè, ann rele tankou vanyan potorik nèg sa a : "Nou menm Nèg, Annavan! Annavan!" Ann travay tè sa a, ki tranpe ak swe esklav yo! Se sou tè sa a tout sa nou ap chache lòt kote ye!    |
| Koral: Tout kokenn eritaj sa a ka pèdi Si nou tout pa gen dwa ak egalite! Pou nou pile tè sa a ak kè kontan Fòk nou kenbe Deviz djanm sa a: Bondye! Travay! Libète! |
| 3. San zanzèt nou ki te koule pou sekwe chenn nou yo ak kaba lesklavaj! Chavanne, Ogé tonbe sou chimen imilyasyon, W menm, zansèt Tousen, w peri nan prizon nan Joux Nou menm zansèt nou yo ki te louvri baryè, tout kò nou, tout san nou dwe tresayi - nou menm ki te pote flanbo a - lè nou wè nou jodi a fyè epi lib, Voye je sou nou, gide nou depi kote nou ye nan kavo nou! |
| Koral: Bonè nou ka pa dire; Ann pran dwa grandèt nou kote nou tout gen dwa ak egalite! Pou nou pile tè sa a ak kè kontan Fòk nou kenbe Deviz djanm sa a: Bondye! Travay! Libète! |
| 4. Mete n nan travay nou menm pitit Lafrik Po jòn, po nwa, nou se pitit menm kay! Ewòp Ansyen ak jen Lamerik Kanpe ap gade nou kap atake konba sa a ak tout fòs nous. Ann travay tè sa a depi 1804 Zanzèt nou yo te rache ak fòs ponyèt yo. Se tou pa nou kounye a pou n batay Ak pawòl vanyan sa a: Pwogrè oswa lanmò!                                                           |
| Koral: Mete n nan travay oswa tout eritaj sa ap depafini Ann pran dwa grandèt nou kote nou tout gen dwa ak egalite! Nap ka pile tè sa a ak tèt nou byen wo, pi fyè toujou Ak Deviz djanm sa a: Bondye! Travay! Libète! |